# Xueshan (sockenhuvudort i Kina, Qinghai Sheng, lat 34,79, long 99,73)
Xueshan (kinesiska: 雪山, 雪山乡, 朶茶多) är en sockenhuvudort i Kina. Den ligger i provinsen Qinghai, i den nordvästra delen av landet, omkring 280 kilometer sydväst om provinshuvudstaden Xining. Antalet invånare är 1 850. Befolkningen består av 934 kvinnor och 916 män. Barn under 15 år utgör 32 %, vuxna 15-64 år 62 %, och äldre över 65 år 5,0 %.
Runt Xueshan är det mycket glesbefolkat, med 2 invånare per kvadratkilometer. Trakten runt Xueshan består i huvudsak av gräsmarker.